# 인수당 약국
인수당 약국(仁壽堂藥局)은 1910년에 서울 종로3가에 문을 연 한국 최초의 약국이다.

## 개요
1910년 한일합병이 되자 관직을 그만둔 유세환이 서울 종로3가에 인수당 약국을 차렸다.
인수당 약국이 생기면서 “처방조제”가 일종의 권위처럼 인정받았다. 당시에는 구멍가게나 반찬가게에서도 약을 팔겠다고 하면 약방 허가를 내주던 때였다. 게다가 몰래 약을 조제하여 파는 곳도 있었다. 그러나 인수당 약국 이후에는 개업하는 약국에서 “처방조제”라고 푯말을 은근히 내걸게 되었다.
인수당 약국에서 취급한 약제는 설파제를 비롯하여 유산균 제제 등 약전약(藥典藥)이 대부분이었다. 거기에 국산 매약으로 활명수, 팔보단, 영신환, 청심환 등이었고, 일본 매약으로 인단, 용각산 등이었다. 특히 우황청심환은 다른 약과는 달리 에누리없이 팔리며, 판매가 3원(원가 1원 50전)이라는 매우 고가로 팔렸다고 한다.

## 평가
인수당 약국은 약을 파는 약종상들에게 무언의 압력을 받았다고 한다. 그러나 인수당 약국의 창업자인 유세환은 전국에 이름이 알려진 권위자였기 때문에 함부로 대할 수 없었다. 결국 대규모 약종상들이 약사를 고용하였으나 소규모 약종상들은 약사 월급이 감당하지 못해 그러지 못했다. 당시 약사 월급은 150원 정도였으며, 이는 당시 쌀 스무 가마에 해당한다. 한국에서는 전통적으로 약종상이 약사보다 우위에 있어서 약사는 처방전을 팔아 겨우 생계를 겨우 유지하고 약종상이 약을 팔아 폭리를 취하였으나, 인수당 약국 이후로 약사의 위상이 크게 달라진 셈이다.

## 기타
한국 최초의 약국이라는 점에서 논란이 있으며, 이는 약국의 개념에 대해 시시비비가 엇갈리기 때문이다.
1899년 김덕진이라는 사람이 중서황토현에 일신의원이라는 약국을 개업했다는 주장이 있다. 그러나 김덕진은 약사가 아니었고, 그러한 교육을 받지도 않았으므로 일신의원이 약을 조제하는 고유 업무로서 영업을 하는 약국이라고 인정하지 않고 있다.
인수당 약국이 한국 최초의 약국으로 여겨지는 까닭은 약제학을 배운 사람이 만들어 운영했고, 무엇보다도 약을 조제하는 고유 업무를 보았기 때문이다. 당시 약을 조제하지 않고 약을 팔기만 하는 곳은 약방(또는 약종상), 약을 조제하는 곳은 약국으로 분류되었다. 약국은 약사 면허를 받아야 하고, 약방은 약종상 허가를 받아야 했다.

## 같이 보기
- 유세환